# Тягановце
Тягановце (словац. Ťahanovce) — міська частина, громада округу Кошиці I (округ), Кошицький край. Кадастрова площа громади — 7.28 км².
Населення 2538 осіб (станом на 31 грудня 2020 року).

## Історія
Тягановце згадується 1303 року.